# Berkeley Software Distribution
Berkeley Software Distribution (BSD) là một hệ điều hành dẫn xuất từ UNIX được phát hành vào thập niên 1970 từ trường Đại học California tại Berkeley. Tên này cũng được sử dụng cho các bản phân phối sau này.

## Các phiên bản BSD sau này
Các hệ điều hành tương tự như Unix (Unix-like) hiện hành được phát triển từ BSD bao gồm:
- Apple Darwin/Mac OS X
- DragonFly BSD
- ekkoBSD
- FreeBSD
- MicroBSD
- MirBSD
- NetBSD
- OpenBSD
- PicoBSD